# 富山医療福祉専門学校
富山医療福祉専門学校 （とやまいりょうふくしせんもんがっこう）は、富山県滑川市柳原149ｰ9にある専修学校。設置者は社会福祉法人周山会。

## 概要
校舎は3階建てで、理学療法学科作業療法学科棟、介護福祉学科棟、看護学科棟に分かれている。

## 沿革
個別に出典が提示されていない箇所の出典→
- 1996年（平成18年）4月13日 - 開校[1]。当初は理学療法学科のみ設置。
- 1997年（平成9年）4月 - 介護福祉学科を増設。
- 2006年（平成18年）4月 - 看護学科を増設。
- 2021年（令和3年）8月26日 - KUROBEアクアフェアリーズと人材育成に関する包括連携協定を締結[4]。

## 設置学科
- 理学療法学科（4年制）
- 看護学科（3年制）
- 介護福祉学科（2年制）